# Ibalia aprilina
Ibalia aprilina är en stekelart som beskrevs av Kerrich 1973. Ibalia aprilina ingår i släktet Ibalia och familjen skärknivsteklar. Inga underarter finns listade i Catalogue of Life.

## Bildgalleri

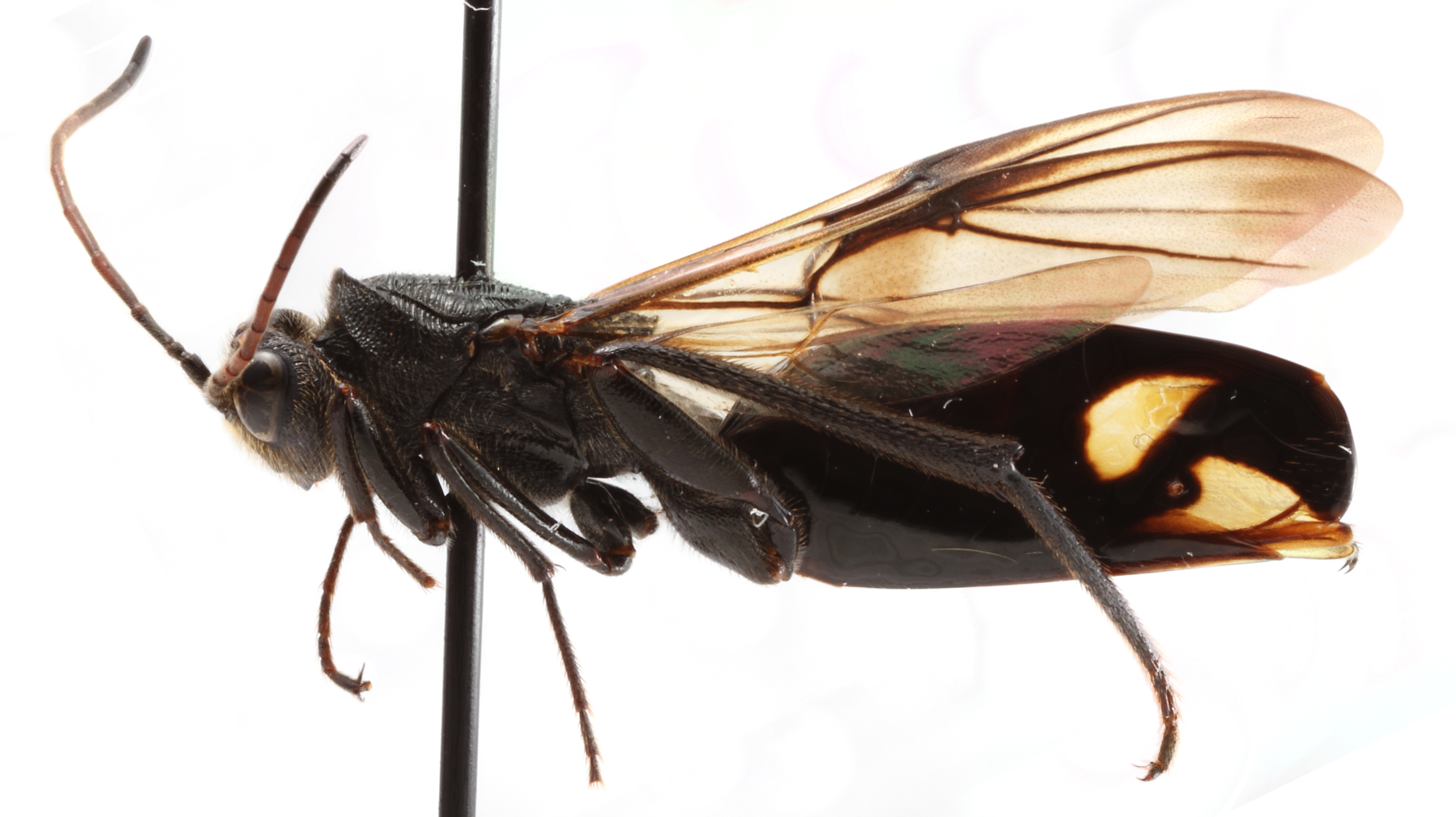